# ГЕС Чалінхе
ГЕС Чалінхе (茶林河水电站) — гідроелектростанція у центральній частині Китаю в провінції Хунань. Знаходячись перед ГЕС Sānjiāngkǒu, входить до складу каскаду на річці Лішуй, яка впадає до розташованого на правобережжі Янцзи великого озера Дунтін.
В межах проекту річку перекрили бетонною греблею висотою 34 метра та довжиною 323 метра. Вона утримує водосховище з площею поверхні 4,2 км2, об'ємом 129 млн м3 (корисний об'єм 11,4 млн м3) та нормальним рівнем води на позначці 81 метр НРМ.
Інтегрований у греблю машинний зал обладнали трьома бульбовими турбінами потужністю по 18 МВт, котрі використовують напір у 9,5 метрів та забезпечують виробництво 246 млн кВт-год електроенергії на рік.
Видача продукції відбувається по ЛЕП, розрахованій на роботу під напругою 110 кВ.